# Rokia Sanogo
Rokia Sanogo, née en 1964, est une chercheuse en pharmacie malienne, première femme agrégée et professeure des universités en pharmacognosie, la phytothérapie et médecine traditionnelle dans son pays. Elle enseigne à la faculté de pharmacie de l’université des sciences, des techniques et des technologies de Bamako (USTTB).
Elle est lauréate du prix Kwame Nkrumah pour les femmes scientifiques, du prix Galien-Afrique et du premier prix Macky Sall pour la recherche.

## Biographie
Rokia Sanogo est née en 1964.
Originaire de San, elle obtient en 1983 son baccalauréat au lycée de Ségou. Elle soutient son doctorat d’État en 1989 intitulé « Plantes contraceptives en médecine traditionnelle ».
Rokia Sanogo commence ses activités de formation, de recherche et développement en médecine traditionnelle en 1989. Docteure en pharmacie et en pharmacognosie de l’université de Messine (Italie), Rokia Sanogo est la première femme agrégée en pharmacie du Mali en 2008 et la première professeure des universités titulaire en 2014. Elle est responsable de l'enseignement de la pharmacognosie, la phytothérapie et la médecine traditionnelle depuis 2009, à la faculté de pharmacie de l’université des sciences, des techniques et des technologies de Bamako (USTTB).
Elle est membre de l’Académie des Sciences du Mali depuis 2018, membre de la Société Malienne de Phytothérapie et secrétaire générale de la Société Africaine de Phytothérapie.
En 2015, elle est cheffe du département médecine traditionnelle du Centre d’excellence du programme Médecine Traditionnelle de l’Organisation Ouest Africaine de Santé (OOAS) et experte à l'OMS et à l'OAPI. Elle est également experte du programme régional d’Afrique subsaharienne L'Oréal-UNESCO Pour les Femmes et la Science (2019) et présidente de l’ONG Aidemet
Rokia Sanogo est également vice-présidente du comité régional d’experts de l’OMS sur la médecine traditionnelle dans la riposte contre le Covid-19.

## Récompenses
- Prix Macky Sall pour la recherche[7],[8]
- Prix Galien- Afrique, catégorie « Meilleur produit tradithérapie », 2021[3],[9]
- Prix Next Einstein Forum (NEF) femme en recherche en santé, 2019[5]
- Prix Kwame Nkrumah pour les femmes scientifiques de l’Union Africaine, 2016[10]
- Diplôme de reconnaissance CNOP et Caducée d’Or de recherche SYNAPPO, 2009[5]
- Prix « Antonio Scarpa », 1996[5]